# آرکوس دورادوس
آرکوس دورادوس (انگلیسی: Arcos Dorados) شرکت رستوران‌های زنجیره‌ای آرژانتینی است، که در سال ۲۰۰۷ تأسیس شد.